# شهرداری دامبا
شهرداری دامبا (به لاتین: Damba) یک منطقهٔ مسکونی در آنگولا است که در استان اوییگه واقع شده‌است. شهرداری دامبا ۶۶٬۴۷۲ نفر جمعیت دارد.